# Chroicocephalus maculipennis

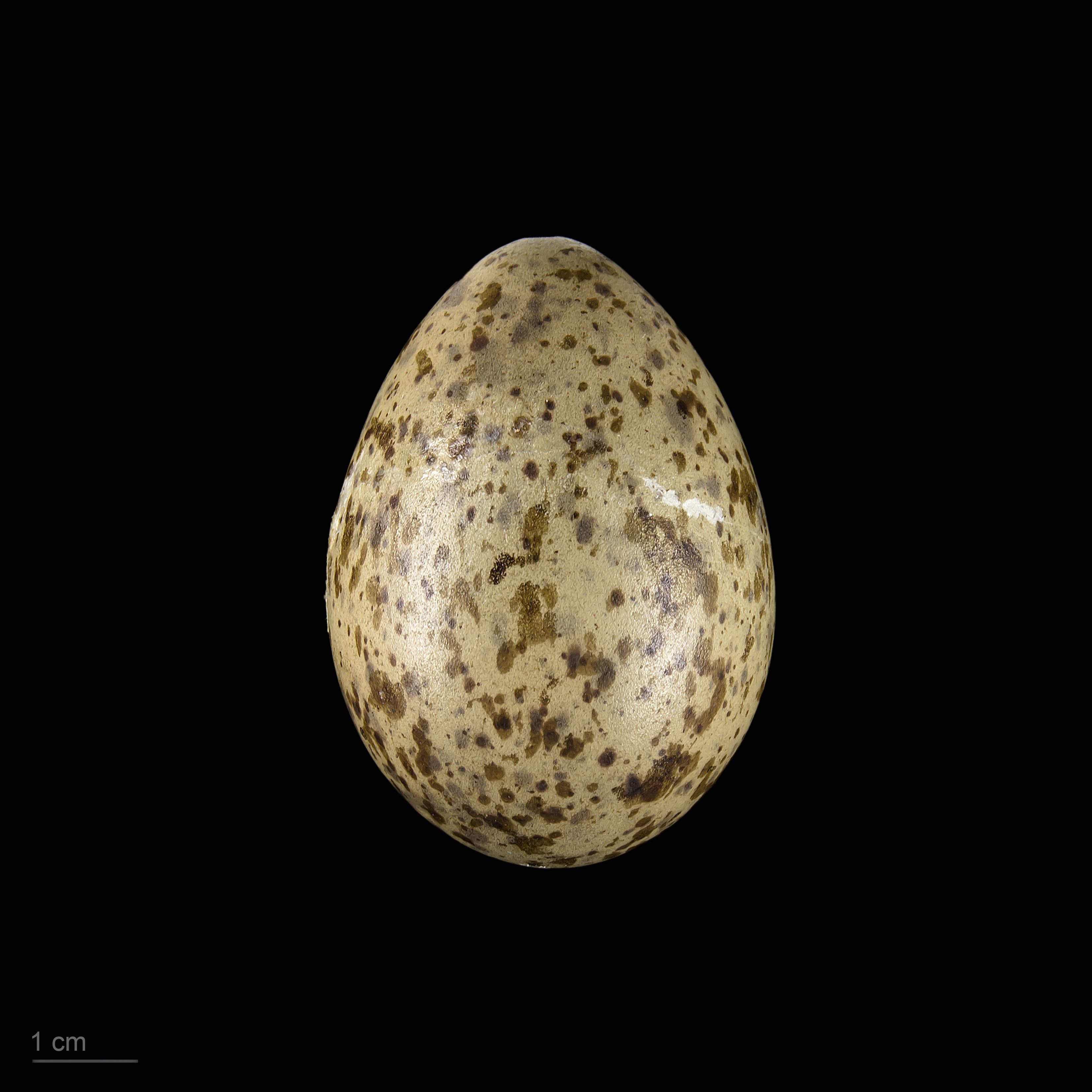
Chroicocephalus maculipennis

Il gabbiano capobruno o gabbiano monaco (Chroicocephalus maculipennis, Lichtenstein 1823) è un uccello della famiglia dei Laridi.

## Sistematica
Chroicocephalus maculipennis non ha sottospecie, è monotipico.

## Distribuzione e habitat
Questo gabbiano vive in Sud America a sud dell'equatore, fino alle isole Sandwich Australi.